# Embassy Hill
Embassy Hill was een Formule 1-team van 1973 tot en met 1975, geleid door tweevoudig Formule 1-kampioen Graham Hill. 
Embassy Racing With Graham Hill zag het levenslicht in 1973 toen Graham Hill de auto's kocht van het Shadow Racing Cars team. Voor het seizoen van 1974 kocht het team de chassis van Lola. 
Nadat Graham Hill zich niet wist te kwalificeren voor de Grand Prix van Monaco in 1975 besloot hij andere coureurs aan het stuur te zetten. Het waren toen Alan Jones en Tony Brise. Ze scoorde een vijfde plek tijdens de Grand Prix van Duitsland en een zesde plek tijdens de Grand Prix van Zweden. 
Dat jaar kwamen ook François Migault en Vern Schuppan achter het stuur te zitten. 
Op een mistige ochtend in 1975 vloog Graham Hill en de rest van de team top naar Engeland. Het vliegtuig crashte en alle inzittenden kwamen om, ook Graham Hill. Omdat er geen leiding meer was in het team, hield het team op te bestaan. 
Een deel van de inventaris van Embassy werd voor vijftigduizend gulden gekocht door de Nederlandse broers Rody en Bob Hoogenboom, die met hun HB Bewaking een jaar actief zijn in de Formule 1. Met de spullen van Embassy en een chassis van Ensign (de N175), overgehouden aan een ruzie met Ensign-eigenaar Mo Nunn, beginnen ze een eigen formule 1 team- BoRo. Onder de spullen die ze overnemen zitten onder meer kwalificatiebanden die niet voldoen aan de regels